# Matěj Tanner
Matěj Tanner (28. února 1630, Plzeň – 8. února 1692, Praha) byl český jezuitský duchovní a spisovatel. Se svým starším bratrem Janem prováděl misijní činnost na Těšínsku. Jako spisovatel se zaměřil na historii jezuitského řádu a sepsal biografický slovník slavných jezuitů působících po celém světě. V samotném řádu dosáhl vysokého postu českého provinciála.